# Красный Родник
Красный Родник — деревня в Городском округе город Кулебаки Нижегородской области.

## География
Находится на расстоянии приблизительно 21 километр по прямой на юг-юго-восток от города Кулебаки.

## История
Основана в 1934 году переселенцами из села Полдеревка. В 80-х начале 90-х годов в деревне функционировало подсобное хозяйство Кулебакского Металлургического Завода им. С.М. Кирова. Деревня до 2015 года входила в Серебрянский сельсовет Кулебакского района до упразднения последних.

## Население
Постоянное население составляло 52 человека (русские 100%) в 2002 году, так же 16 в 2010.